# Hedeby 1
Hedeby 1 er et vikingeskib, der blev fundet i Hedeby i Tyskland i 1979. Fra det blev fundet og til Roskilde 6 blev fundet i 1997 i Danmark, var skibet det længste, som var fundet.
Hedeby 1 er det første af de to vrag, som blev fundet i Hedeby. Begge skibe er klinkbyggede, og de er ødelagt under et angreb på Hedeby, tæt på det sted, hvor de blev bygget. Hedeby 1 er dateret til omkring år 985.

## Fundet
Fundet blev gjort i 1953 under dykkerundersøgelser i havnen i Hedeby. Man fandt en række pæle, og under dem vraget af Hedeby 1. Noget af træet blev fjernet inden vraget blev markeret og sikret. Ved hjælp af ekkolod blev undergrunden i havnen undersøgt fra 1979 til 1981. Herved fandt man flere metalgenstande som økser, sværd og trægenstande fra et andet vrag samt et stort fragtskib.
Først i 1979 blev det muligt at udgrave skibet. Ved hjælp af spunsvægge blev der gravet en kasse på omkring 22×8 m. Der blev bygget en trækonstruktion over vraget, så man kunne komme til over det.

## Beskrivelse
Skibet har været udsædvanligt langt og smalt: hhv. 30,9 m og 2,7 m. Dybdegangen har været omtrent 1,5 m. Der har sandsynligvis været omkring 30 sesser i skibet.
Årringsdatering har fastslået, at træet til skibet stammer fra år 985.